# Distrito de Santa Leonor
El distrito de Santa Leonor es uno de los doce que conforman la provincia de Huaura, ubicada en el departamento de Lima en el Perú. Se encuentra dentro de la circunscripción del Gobierno Regional de Lima.
Dentro de la división eclesiástica de la Iglesia Católica del Perú, pertenece a la Diócesis de Huacho

## Historia
El distrito fue creado mediante Ley n.º 9127 del 3 de junio de 1940, en el primer gobierno del Presidente Manuel Prado Ugarteche. 

## Geografía
Tiene una superficie de 375,49 km². Su capital es el poblado de Jucul, ubicado sobre los 3 541 m s. n. m.
Su actividad principal es la ganadería y la agricultura.

## División administrativa

### Centros poblados
- Urbanos
  - Chiuchin, con 210 hab.
  - Picoy, con 227 hab.

- Rurales
  - Mayobamba, con 151 hab.
  - Jucul, con 292 hab.
  - Parquin, con 235 hab.

## Autoridades

### Municipales
- 2019 - 2022 https://cej.jne.gob.pe/Autoridades
  - Alcalde:  RETUERTO ROSAS ALEJANDRINO ELIAS (Reemplaza a: PERCY ALEX GONZALES VALVERDE , con expediente: JNE.2019001784), del Partido ALIANZA PARA EL PROGRESO (APP).
  - Regidores: HILARIO NIÑO ELIDA (APP), LUIS RETUERTO DANTE ROMEL (APP), MARGARITO TRUJILLO HAMILTON BILL (APP), HERRERA DE LA CRUZ NILDA EVELIN (Reemplaza a: ALEJANDRINO ELIAS RETUERTO ROSAS , con expediente: JNE.2019001784) (APP), SILVA AMES AUGUSTO (FUERZA REGIONAL).
- 2015 - 2018[2]
  - Alcalde:  César Santiago Valladares Salas, del Partido Fuerza Popular (K).
  - Regidores: Tito Antonio Villavicencio Carrera (K), Anival Gallardo Pizarro (K), Edison Fernández Evangelista (K), Isabel María Narbaja Trujillo (K), Jimmy Huamán de la Cruz (Patria Joven).
- 2011 - 2014[3]
  - Alcalde: Héctor Rodolfo Torres De la Cruz, Partido Alianza para el Progreso (APP).[4]
  - Regidores: Víctor Raúl Alejo Gallo (APP), Marcos Mauro Irribarren Retuerto (APP), Agustín Sergio Trujillo Díaz (APP), Zoraida Noemí Silvestre De la Cruz (APP), Rosa Dominica Susaníbar Carrera (Santa Leonor en Acción).
- 2007 - 2010
  - Alcalde: Teódulo García Flores, Partido Nacionalista Peruano (PNP).
  - Regidores: Delmer Pireo Zevallos De la Cruz (PNP), Zenón Obregón Susaníbar (PNP), Jeremías Eliseo Narbaja Trujillo (PNP), Consuelo Retuerto Silva (PNP), Edilberto Martel Susaníbar (Santa Leonor en Acción).
- 2003- 2006
  - Alcalde: Antonio Teófilo Carrasco Villavicencio, (Santa Leonor en Acción)
  - Regidores: : Edilberto Martel Susanibar(Santa Leonor en Acción), Regno Sánchez(Santa Leonor en Acción), Betina Silva (Santa Leonor en Acción), Elias Narvaja, Víctor Raúl Alejo.

### Policiales
- Comisaría de Huacho
  - Comisario: Cmdte. PNP. Silvestre Santamaría Obando.[5]

### Religiosas
- Diócesis de Huacho[6]
  - Obispo de Huacho: Mons. Antonio Santarsiero Rosa, OSI.
- Parroquia[7]
  - Párroco: Pbro.

## Educación
Las cinco comunidades cuentan con servicio educativo
Nivel Inicial, Primaria y Secundaria.

## Personajes
- Roberto Trujillo Mena, promotor y creador del distrito.